# سیمکا-تالبوت هوریزون
کرایسلر هورایزن (Chrysler Horizon) نام یک اتومبیل ساخت شرکت کرایسلر است که در سال‌های ۱۹۷۷–۱۹۸۶ تولید شده‌است. طراحی آن خودروهای موتور جلو-محور جلو بوده است.